# Alchemik (obraz Adriaena van Ostade)
Alchemik (ang. An Alchemist) – obraz olejny namalowany przez holenderskiego malarza Adriaena van Ostade w 1661, znajdujący się w zbiorach National Gallery w Londynie.

## Opis
Alchemik skłania się do ognia, używając miecha do podsycania płomienia pracując w nieuporządkowanym, obskurnym pokoju. Słoiki, butelki i narzędzia są porozrzucane na każdej dostępnej powierzchni, a tynk odpada od ścian, odsłaniając cegły. Na kartce leżącej pod stołkiem widnieje łaciński napis „oleum et operam perdis” (co oznacza „marnuje się olej i praca”), słowa z książki De Re Metallica autorstwa Georgiusa Agricoli. Okulary na stołku sugerują, że alchemik zanim zaczął podgrzewać garnek na ogniu, studiował książkę. Przekonanie, że metale nieszlachetne można przekształcić w srebro i złoto, przetrwało do XVIII wieku, ale van Ostade wydaje się sugerować, że jest to akt szaleństwa. Znużony wyraz twarzy alchemika sugeruje również, że jest to beznadziejne zadanie. Ciemna zasłona dzieląca pokój na dwie części została odsunięta, ukazując rodzinę alchemika w ich kwaterach mieszkalnych. Dwoje małych dzieci się bawi, podczas gdy ich matka wyciera pupę trzymanego przez siebie dziecka – alchemik nie zwraca na nich uwagi, skupiając się na pogoni za bogactwem. Podpis artysty i data obrazu są przedstawione na łopacie, która wisi na ścianie obok kominka.